# Dags Dato
Dags Dato er et journalistisk magasinprogram, der har været sendt på TV 2 siden 1998.
Den oprindelige udgave af Dags Dato blev sendt søndage kl. 20 og bestod overvejende af længere indslag, ofte af en afslørende, dybdeborende karakter samt baggrundshistorier. Programmet blev i mange år supplereret med en kortere nyhedsopdatering fra TV 2 Nyhederne og TV 2 Sporten.
Programmet havde fra 1998-2001 Mikael Kamber som vært, efterfulgt af Lotte Mejlhede, der var vært frem til 2002. Hun blev erstattet af Poul Erik Skammelsen, der var vært frem til 2007, hvor Cecilie Beck overtog værtsrollen. Sidste gang programmet blev sendt i sin oprindelige form var 25. november 2007.
Programmets sendetidspunkt var ofte sammenfaldende med nyere dansk drama på DR1, og det var faldende seertal, der i 2007 fik TV 2 til at droppe Dags Dato i sin oprindelige form.
Fra januar 2008 blev aktualitetsprogrammet Dags Dato Special med Poul Erik Skammelsen som vært og Jesper Nilausen som redaktør omdøbt til Dags Dato. Programmet der hidtil er sendt onsdag aften adskiller sig fra det oprindelige Dags Dato ved kun at behandle ét emne i hver udsendelse. 
Fra september 2010 sendes programmets tirsdag aften i bedste sendetid.